# Innerfjärden, Pyttis
Innerfjärden är en fjärd i Finland. Den ligger i landskapet Kymmenedalen, i den södra delen av landet, 90 km öster om huvudstaden Helsingfors.